# All This Time (Michelle McManus)
All This Time è il singolo di debutto della cantante scozzese Michelle McManus pubblicato il 25 novembre 2003 dopo la sua vittoria alla seconda serie del talent show Pop Idol.
Michelle cantò questa canzone anche alla serata finale di Pop Idol in duetto con Mark Rhodes. All This Time fu il primo singolo estratto dal suo primo album The Meaning of Love pubblicato nel febbraio del 2004.
Nel videoclip per All This Time appare Michelle mentre canta il brano e nel frattempo scorrono immagine tratte da Pop Idol. Il CD Singolo del brano include anche la B-Side On The Radio, cover di Donna Summer.
Il singolo ottenne un immenso successo arrivando alla #1 nelle classifiche britanniche e rimanendo stabile per ben tre settimane. Il brano conquistò anche le classifiche irlandesi guadagnandosi il secondo posto.

## Tracce
1. All This Time
2. On the Radio

## Classifiche
| Chart (2003)           | Posizione |
| ---------------------- | --------- |
| Official Singles Chart | 1         |
| Irlanda                | 2         |